# MC Tuto
MC Tuto, pseudonimo di Emerson Teixeira Muniz (San Paolo, 9 luglio 2001), è un cantante brasiliano.

## Biografia
Si è fatto conoscere dopo aver preso parte a The Box Medley Funk 2 (2024), numero uno nella Billboard Brasil Hot 100 per quattro settimane consecutive. Ha ottenuto una seconda entrata sul podio della hit parade nel mese di settembre, riuscendoci con la traccia A danada me ligando.
La sua Barbie (2024) è diventata una hit estiva dopo aver mantenuto il controllo della classifica nazionale per sei settimane di fila; la stessa ha collezionato tre dischi di platino dalla Associação Fonográfica Portuguesa per le 30 000 unità vendute. MC Tuto è in seguito diventato l'uomo col maggior numero di settimane trascorse in cima all'Artistas 25 di Billboard Brasil (20).
Levada do 2T, il suo terzo album in studio, è stato diffuso nel giugno 2025. La Pro-Música Brasil gli ha assegnato due certificazioni di platino, equivalenti a 160 000 vendite riconosciute.

## Discografia

### Album in studio
- 2024 – O tempo é cura
- 2024 – 2T na levada
- 2025 – Levada do 2T

### Singoli
- 2018 – Vou te passar o serrote
- 2020 – Vai dar problema
- 2020 – Hobby dela
- 2021 – Dedo pro alto
- 2021 – Muita fé (con DJ Koringa MPC)
- 2021 – Alta periculosidade (con DJ JR no Beat e MC Leozinho ZS)
- 2021 – Foi difícil
- 2021 – Perseguição (con MC Joãozinho VT, MC V7, MC André DK e Matheuszin DJ)
- 2021 – Colocando dentro (con MC Faha)
- 2021 – Jet 300 (con MC André OK)
- 2022 – Vou na fé (con Matheuszin DJ)
- 2022 – Gucci (con MC UVV)
- 2022 – Deixa nós viver em paz (con MC Joãozinho VT, MC Kako, DJ Boy e Matheuszin DJ)
- 2022 – Capa sexy (con MC André DK e MC JSP)
- 2022 – A favela tá na cena (con DJ Gu)
- 2022 – Se aventurar (con DJ JR no Beat)
- 2022 – Profetizei
- 2022 – Falsos ocultos (con DJ Totu, MC Vinny e MC Kanhoto)
- 2022 – Cansei de sofrer (con MC Vine7 e MC GL)
- 2022 – Ascensão do gueto (con MC Kanhoto, MC Liro, MC GL e DJ Mayr)
- 2022 – 1 por amor, 2 por dinheiro (con MC Kako)
- 2022 – Carolina (con Deejhay RB)
- 2022 – Sem sentimento (con Gabb MC e MC Vitão do Savoy)
- 2022 – Vivências (con MC Joãozinho VT, MC V7, MC Erik, MC Pê Leal e MC Vine7)
- 2022 – Empurra, empurra: A batucada te pegou (con MC MN e DJ Fuinha)
- 2022 – Possibilidade
- 2022 – Malokeiro vencedor (con MC Pablo, MC Elzinho e Ruggi)
- 2022 – Cristal (con MC Vine7 e DJ JR no Beat)
- 2022 – Minha caminhada (con Matheuszin DJ, MC Robs, MC Liro, MC Leozinho ZS e MC Kanhoto)
- 2022 – Panamera (con MC Joãozinho VT, MC Kako e MC Kanhoto)
- 2022 – Foco das bebê (con MC Negão Original, MC Willian, Mc Negão Original, DJ Loirin e DJ Guh Mix)
- 2022 – Pensei em parar (con MC Guí Gomes e MC V7)
- 2022 – Entre a cruz e a espada (con MC Thierry e Matheuszin DJ)
- 2022 – Faixa pink (con DJ Boy)
- 2022 – Sou vencedor (con MC GP e Negui)
- 2023 – Então me fala (con MC V7, MC Vine7 e MC Diogo da VN)
- 2023 – Avança e tchau (con MC Allan, MC Lemos e MC Vitão do Savoy)
- 2023 – O foco é o mesmo (con DJ Gu)
- 2023 – Favelinha (con MC Joãozinho VT, MC Dkziin, MC Vine7 e Matheuszin DJ)
- 2023 – Eu to no topo (con MC Joãozinho VT, MC Magal, MC Kako e DJ Russo)
- 2023 – Mega sena premiada (con Matheuszin DJ, MC Viney7, Mc Duzinho SP, MC Cassiano e Leonne)
- 2023 – Bom malandro (con Matheuszin DJ, Mc Pê Leal, MC Joãozinho VT e MC Leozinho ZS)
- 2023 – Sabe quem tá no giro (con Mc Bruninho da Praia e MC GP)
- 2023 – Vim de lá (con DJ GM, MC Lele JP, Gabb MC e MC Lemos)
- 2023 – Lembrança (con Matheuszin DJ)
- 2023 – Metendo marcha (con MC G10 e MC Kanhoto)
- 2023 – Noite boa (con Oldilla, MC Marks e Gabb MC)
- 2023 – Diferenciado (con MC DR, MC Erik, MC Lemos, MC Nathan ZK, MC Cassiano e DJ Guh Mix)
- 2023 – Corre das folhas (con MC Vine7, MC NG e MC Pablo)
- 2023 – Nível A (con DJ Victor, Dena e MC Magal)
- 2023 – Cayenne (con MC Vine7 e MC Pê Leal)
- 2023 – Tacando marcha (con MC DN, MC DR, MC Lemos, MC Erik, DJ Guh Mix e DJ Loirin)
- 2023 – Nunca contei com a sorte (con MC Vine7, MC Dkziin e MC Amoroso)
- 2023 – Vitória
- 2023 – Naveira ronca alto (con MC Vine7, MC Erik, MC Jottak e Gubeatz)
- 2023 – Bala e MD
- 2023 – Clima de verão (con MC Cassiano, MC Xang, MC Leozinho ZS e DJ Faveliano)
- 2023 – Olá Mercedes (con DJ Boy, MC Joãozinho VT, MC Vine7, MC Marks, MC Ryan SP e Gabb MC)
- 2023 – Estilhaço (con MC Joãozinho VT e Deejhay RB)
- 2023 – Dia de baile (con DJ GM)
- 2023 – História de um quebrada (con MC Lele JP, DJ GM e DJ Koringa MPC)
- 2023 – Zona leste (con DJ Guh Mix)
- 2023 – Lingerie (con MC Jottak e MC Vine7)
- 2023 – Alfabeto (con Matheuszin DJ)
- 2023 – Superação
- 2023 – Águas claras (con MC Dkziin, MC Pablo, MC Joãozinho VT, MC Duzinho SP, MC Vine7 e MC Don Juan)
- 2024 – Deixa o tempo passar (con Oldilla, MC Cebezinho, MC Marks, MC Lele JP e MC VZS)
- 2024 – Seis não é gângster (con MC Davi, MC Don Juan, MC Vine7, MC Ryan SP e MC Joãozinho VT)
- 2024 – Destino (con Lyvinte, MC Duzinho SP e DJ Gu)
- 2024 – Areias do norte (con Matheuszin DJ, MC Vine7, MC Jottak, MC V7, MC Duzinho SP e MC Dkziin)
- 2024 – Evolução dos cria (con DJ JR no Beat)
- 2024 – Cupido vacilão (con MC Vine7, MC KZS, MC Cortez e MC Luuky)
- 2024 – Minha sorte (con MC Kako, MC GP e DJ JR no Beat)
- 2024 – São Paulo (con DJ Boy, MC V7 e MC Joãozinho VT)
- 2024 – Única menina (con DJ Boy e DJ Gu)
- 2024 – Vida de artista (con MC Joãozinho VT)
- 2024 – Leão (con Deejhay RB)
- 2024 – Cash (con DJ Koringa MPC)
- 2024 – Marengo (con DJ Boy, MC Vine7, MC Joãozinho VT, MC Ryan SP e MC Don Juan)
- 2024 – Deixa nós viver (Me ligou na madruga) (con Núzio Medeiros e MC Laranjinha)
- 2024 – Vencedor (con DJ Faveliano)
- 2024 – Então como que é?
- 2024 – Pra lá e pra cá
- 2024 – Tropa do sem K.O (con Caio Passos, MC Joãozinho VT, MC Vine7, MC Duzinho SP, MC Luuky e MC Ryan SP)
- 2024 – E aí como que tá? (con Oldilla)
- 2024 – Vida de MC (con MC V7)
- 2024 – Eai como que ta? (con Oldilla, Gabb MC, Lele JP, MC Vine7 e Salvador da Rima)
- 2024 – Viver tranquilo (con Deejhay RB)
- 2024 – Coração gelado 4 (con DJ Boy, MC Leozinho ZS, MC V7, MC Letto, MC IG, MC Joãozinho VT, MC Kako, L7nnon e MC Nego Nicha)
- 2024 – Barbie (solo o con Nattan e DG e Batidão Stronda)
- 2024 – Pião de giro (con DJ Boy e MC Cebezinho)
- 2024 – Eu tô sozinho, tô solteiro (con O Rei da Batidinha e Bonde do Gato Preto)
- 2024 – Malandrinha (con Rogerinho)
- 2024 – Do job (con Grelo)
- 2024 – Boy besta (con MC Joãozinho VT, MC Negão Original, MC Ryan SP e MC Kako)
- 2024 – Picota brasileira (con MC PH e MC Joãozinho VT feat. Murillo e LT no Beat)
- 2024 – Nem viu (con MC Duzinho SP, MC Dkziin, MC Joãozinho VT, MC Vine7, DJ Gu e DJ Boy)
- 2024 – Tô na rua (con DJ Victor, MC Kadu, MC Kelvinho e MC Ryan SP)
- 2024 – Mostra seu talento (con MC Jacaré e MC Ryan SP)
- 2024 – Vida rueira (con Natanzinho Lima, Zé Felipe e DG e Batidão Stronda)
- 2024 – 2025 (con DJ Oreia)
- 2024 – Longe de magnata (con Deejhay RB, MC Vine7, MC Joãozinho VT, MC Kako, Chefin e Borges)
- 2024 – Crocante (con Humberto & Ronaldo)
- 2024 – Dedinho de não (con Nadson o Ferinha)
- 2025 – Virei cachorro (con Chicão do Piseiro e Bonde do Gato Preto)
- 2025 – Senha do cifrão (con MC Don Juan e Marquinho no Beat)
- 2025 – Giro pela praia (con DJ Boy e DJ Victor)
- 2025 – Lembrei de nós (con João Gomes e Fabinho Testado)
- 2025 – Sossegadinha (con Belo)
- 2025 – Saca da twin (con MC Lele JP e DJ GM)
- 2025 – Pam pam (con MC Cebezinho, MC Ryan SP e DJ Oreia)
- 2025 – Curva do s (con OGBeatzz e MC Joãozinho VT feat. MC Vine7)
- 2025 – Passando no bairro (con Leviano feat. Marquinho no Beat)
- 2025 – Não era love (con Luan Pereira e Grelo)
- 2025 – Rapunzel (con DJ Glenner)
- 2025 – Me ligou (con DJ Hyago, DJ LK da Escócia, MC Kadu e MC Lele JP)
- 2025 – MLK novo (con MC Joãozinho VT, MC Paulin da Capital e DJ Oreia)
- 2025 – Tetel (con Tropa do Bruxo, MC Cebezinho e SMU feat. Ronaldinho Gaúcho)
- 2025 – Quero só você (con Fiuk, Grelo e DG & Batidão Stronda)
- 2025 – Para de me ligar (con JK no Beat)
- 2025 – Stalkeando (con Dodô Pressão e DJ JR no Beat)
- 2025 – Toma aqui dedo pra tu (con MC Lekão, DJ Dozabri e DJ Biel Divulga)
- 2025 – Apostar em você (con Luan Pereira e Zé Felipe)
- 2025 – Me fala a verdade (con MC Jvila, MC Jottak e DJ Dédda)